# Jean-Marie de Villaret-Joyeuse
Jean-Marie de Villaret-Joyeuse, né le 18 septembre 1757 à Auch et mort le 10 janvier 1847 à Paris, est un général de la Révolution française et de l'Empire.

## Biographie
Le 4 février 1776, il est nommé lieutenant en 3e dans l'artillerie de l'Île de France puis lieutenant en second le 9 février 1777.
Envoyé aux colonies, il est promu, le 1er mai 1786, lieutenant en premier au régiment du corps royal d'artillerie des colonies puis capitaine en second le 19 novembre de la même année, capitaine en premier le 1er juillet 1792, chef de bataillon le 18 pluviôse an IV puis chef de brigade le 21 février 1796.
Envoyé à la Martinique avec son frère, il reprend possession de l'île où il a de bonnes relations avec les colons et est nommé général de brigade le 26 janvier 1804. 
En 1809, avec seulement 2 000 hommes, il tente de résister courageusement au corps expéditionnaire de 18 000 hommes mené par l’amiral Cochrane. Il s’enferme dans le fort Desaix, situé au-dessus de Fort-de-France, mais doit capituler sous le nombre au bout de trois semaines mais il est destitué le 21 août 1810, en raison de la capitulation en Martinique.
Remis en activité le 5 juillet 1814, durant la Première Restauration, il est admis à faire valoir ses droits à la retraite le 24 décembre de la même année.

## Titres et décorations
- Chevalier de Saint-Louis le 19 novembre 1791,
- Légion d'honneur[1]
  - Chevalier de la Légion d'honneur le 5 août 1814,
  - Officier de la Légion d'honneur le 17 janvier 1815,
  - Commandeur de la Légion d'honneur le 30 avril 1833.

## Généalogie
Il est le frère de Louis Thomas Villaret de Joyeuse amiral de la Révolution et du Premier Empire

## Source
- Thierry Pouliquen, « Les généraux français et étrangers ayant servis [sic] dans la Grande Armée » (consulté le 16 avril 2015).
- « Cote LH/2716/62 », base Léonore, ministère français de la Culture.